# Südtaiwan-Wissenschaftspark
Der Südtaiwan-Wissenschaftspark (chinesisch 南部科學園區, Pinyin Nánbù Kēxué Gōngyè Yuánqū, englisch Southern Taiwan Science Park, STSP) ist ein Industriepark, der auf verschiedene Standorte in Süd-Taiwan verteilt ist. Er ist einer von insgesamt drei Wissenschaftsparks in der Republik China auf Taiwan. Die anderen beiden sind der Hsinchu-Wissenschaftspark in Hsinchu und der Zentraltaiwan-Wissenschaftspark in Taichung. Im Oktober 2023 umfasste der STSP eine Gesamtfläche von 1872,52 km².

## Standorte

Standorte des Südtaiwan-Wissenschaftsparks:
Tainan-Wissenschaftspark
Kaohsiung-Wissenschaftspark
Qiaotou-Wissenschaftspark
Pingtung-Wissenschaftspark
Chiayi-Wissenschaftspark

Der Wissenschaftspark verteilt sich auf die folgenden Standorte:
- Tainan-Wissenschaftspark (1043 ha) mit Standorten in den Stadtteilen Xinshi, Shanhua und Anding
- Kaohsiung-Wissenschaftspark (567 ha) mit Standorten in den Stadtteilen Luzhu, Gangshan und Yongan
- Qiaotou-Wissenschaftspark (262 ha) an der Grenze der beiden Stadtteile Qiaotou und Yanchao von Kaohsiung
- Pingtung-Wissenschaftspark (74 ha)
- Chiayi-Wissenschaftspark (88 ha) in der Gemeinde Taibao.

## Geschichte
Am 1. Januar 1991 verabschiedete der Exekutiv-Yuan (die Regierung) unter Premierminister Hau Pei-tsun im Rahmen des Sechsjahresplans zur wirtschaftlichen Entwicklung ein Programm zur Errichtung von Wissenschaftsparks. Am 1. Juli 1993 wurde die Errichtung des Südtaiwan-Wissenschaftsparks (STSP) beschlossen. Ziel war es, die High-Tech-Industrie, die bislang ganz überwiegend im Norden Taiwans (Hsinchu, Taipeh) lokalisiert war, auch im Süden anzusiedeln. Am 11. Mai 1995 genehmigte die Regierung den Plan für den STSP. Am 8. Juli 1997 wurde eine eigene Koordinierungsbehörde geschaffen, das „STSP-Entwicklungs- und Vorbereitungs-Büro“ (台南科學工業園區開發籌備處, engl. STSP Development and Preparation Office), ab dem 25. Januar 2003 verkürzt „STSP-Büro“ (南部科學工業園區管理局, engl. STSP Bureau). Nachdem am 3. März 2014 das Ministerium für Wissenschaft und Technologie (MOST) eingerichtet worden war, ging die Aufsicht über das STSP-Büro auf das MOST über. Am 11. Dezember 2019 erfolgte eine erneute Umbenennung der Behörde in „Südtaiwan-Wissenschaftspark-Büro des Ministerium für Wissenschaft und Technologie“ (科技部南部科學工業園區管理局, kurz: „STSP-Büro des MOST“). Am 27. Juli 2022 wurde die Einrichtung erneut umbenannt in „Südtaiwan-Wissenschaftspark-Büro des Nationalen Wissenschafts- und Technologierats“ (國家科學及技術委員會南部科學園區管理局, engl. Southern Taiwan Science Park Bureau of the National Science and Technology Council).
Im Jahr 1995 begann die Entwicklungsphase I des Tainan-Wissenschaftsparks. Im Mai 2000 stellte der Exekutiv-Yuan ein Areal der früheren Taiwan Sugar Cooperation im Bezirk Luzhu von Kaohsiung zur Verfügung. Ab dem 19. November 2001 begann der Phase-II-Erweiterungsplan für den Tainan-Wissenschaftspark. Ab dem 27. Juli 2004 trug der „Luzhu-Wissenschaftspark“ den Namen „Kaohsiung-Wissenschaftspark“. Am 6. Dezember 2019 und 24. April 2020 wurde die Gründung des Wissenschaftsparks im Bezirk Qiaotou und die Phase-III-Entwicklung des Tainan-Wissenschaftsparks beschlossen. Am 3. Januar 2022 beschloss der Exekutiv-Yuan die Gründung von Ablegern des STSP in Pingtung und im Landkreis Chiayi. Am 22. Mai 2023 genehmigte der Nationale Entwicklungsrat einen 43 Milliarden NT$ (1,40 Milliarden US$) schweren Plan zur Entwicklung eines zusätzlichen Standorts im Stadtbezirk Nanzi von Kaohsiung. Der neue Standort soll eine Gesamtfläche von 175,3 ha umfassen, wovon alleine 29,83 ha für eine neue Fertigungsanlage von TSMC vorgesehen sind.

## Angesiedelte Unternehmen
Mit Datum 8. Dezember 2023 waren im STSP 275 Unternehmen angesiedelt. Diese verteilten sich auf folgende Branchen: Integrierte Schaltkreise 40, Optoelektronik 50, Computer und Peripheriegeräte 11, Telekommunikation 14, Präzisionsmaschinen 67, Biotechnologie 81, Sonstige 12. Im Jahr 2022 erwirtschafteten die dort angesiedelten Unternehmen einen Rekord-Erlös von 1480 Milliarden NT$ (48,3 Milliarden US$), was einer Steigerung um 35,48 Prozent gegenüber dem Vorjahr entsprach.